# Xã Jefferson, Quận Clinton, Ohio
Xã Jefferson (tiếng Anh: Jefferson Township) là một xã thuộc quận Clinton, tiểu bang Ohio, Hoa Kỳ. Năm 2010, dân số của xã này là 1.399 người.